# Svedjeholmen, Iniö
För andra betydelser, se Svedjeholmen (olika betydelser).
Svedjeholmen är en halvö i Finland.   Den ligger i landskapet Egentliga Finland, i den sydvästra delen av landet, 200 km väster om huvudstaden Helsingfors. Svedjeholmen ligger på ön Norrholmen.